# Descanse en piezas
Descanse en piezas (estrenada en inglés como Rest in Pieces) es una película de terror de 1987 dirigida por José Ramón Larraz y protagonizada por Scott Thompson Baker, Lorin Jean Vail y Dorothy Malone.

## Argumento
Una pareja de recién casados heredan la fortuna y la mansión de una tía de ella, tras su reciente muerte por suicidio, solo para descubrir que la casa alberga oscuros secretos.

## Reparto
- Scott Thompson Baker como Bob Hewitt.
- Lorin Jean Vail como Helen Hewitt.
- Dorothy Malone como Catherine Boyle.
- Jack Taylor como David Hume.
- Patty Shepard como Gertrude Stein.
- Jeffrey Segal como el Dr. Anderson.
- Fernando Bilbao como Jack Ritchie.
- Antonio Ross como Whitmore.
- Robert Case como el reverendo Faherty.
- Carole James como Lisa.
- Tony Isbert como Louis.

## Lanzamiento
La película fue lanzada en VHS en los Estados Unidos el 10 de marzo de 1988 por LIVE Entertainment, y reeditada el 11 de agosto para aprovechar la temporada de Halloween. La película se lanzó en Blu-ray a través de Vinegar Syndrome el 27 de octubre de 2020.